# François Lecot

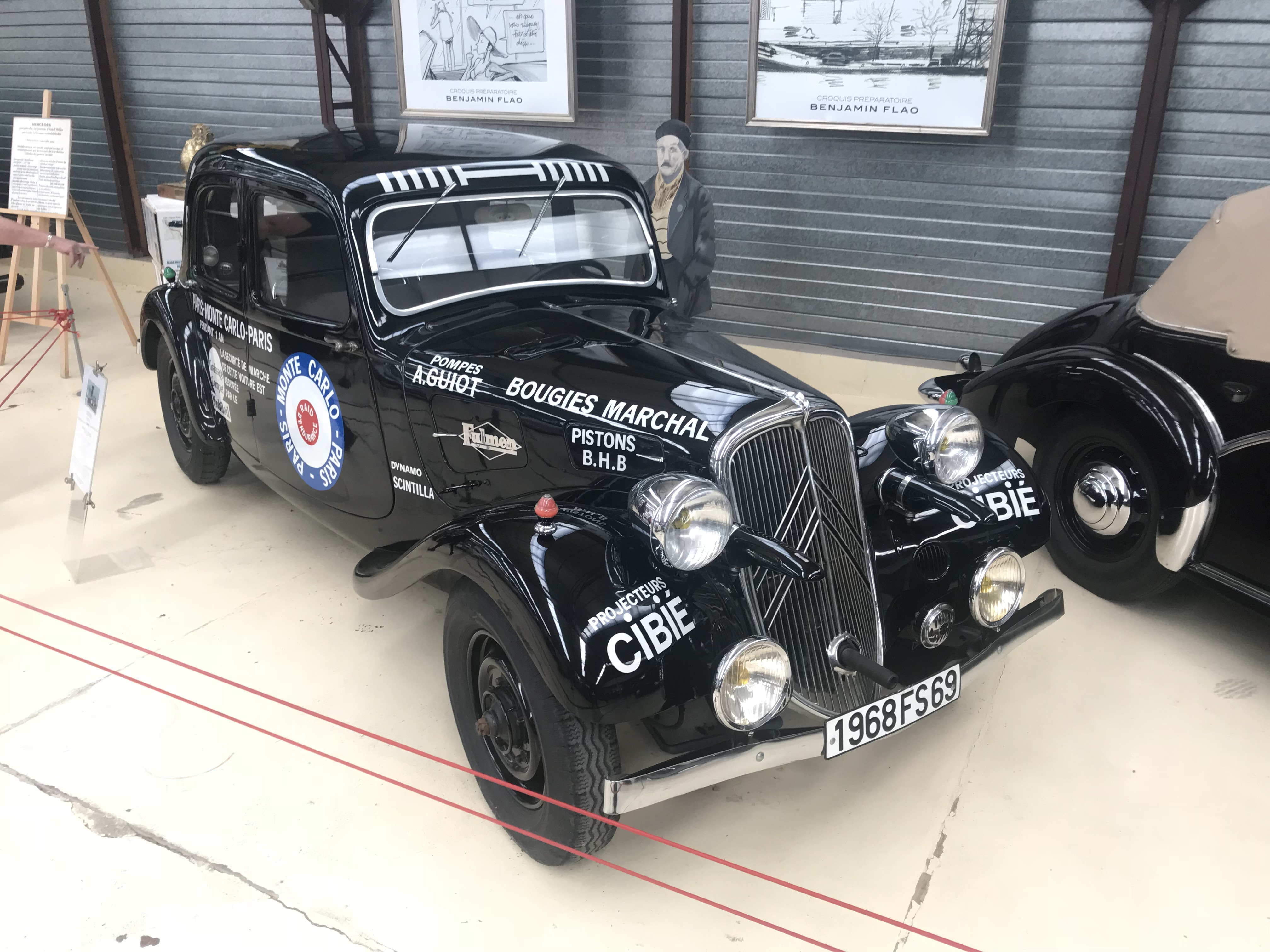
Der Citroën Traction 11AL, mit dem François Lecot seine 400.000-km-Jahresreise bestritt, steht heute im Musée Henri Malartre in Rochetaillée-sur-Saône

François André Lecot (* 3. April 1878 in Nantua; † 15. August 1959 in Albigny-sur-Saône) war ein französischer Autorennfahrer, Rekordfahrer und Unternehmer.

## Karriere
François Lecot war nach dem frühen Tod seiner Eltern ein Waisenkind. Nach einer Ausbildung zum Mechaniker in einer Schlosserei in Lyon arbeitete er in unterschiedlichen Unternehmen und diente im Ersten Weltkrieg als Infanterist im französischen Heer. Nach dem Ende des Krieges gründete er in Lyon eine Bugatti-Vertretung und ein Transportunternehmen. 1925 verließ er Lyon und eröffnete ein Hotel und Restaurant in Rochetaillée-sur-Saône, das er während des Zweiten Weltkriegs verkaufen musste. Er starb 1959 verarmt in einem Altenheim in Albigny-sur-Saône.
Bekannt und berühmt wurde Lecot für seine Distanzfahrten. 1924 erreichte er seinen ersten Ausdauerrekord, als er in 24 Stunden sechsmal die Strecke Lyon-Dijon-Lyon fuhr, bei einer Gesamtdistanz von 1619 km. Seine Dauerfahrt vom 22. Juli 1935 bis zum 26. Juli 1936 ging als 400000 km en Traction in die Automobilgeschichte ein. Die Idee zur Jahresfahrt ging auf André Citroën zurück, geriet über die Jahre allerdings in Vergessenheit. Lecot griff sie wieder auf und setzte sie 1935 in die Tat um. Ein Jahr lang legte er täglich 1.170 km zurück und fuhr beständig die Strecke Rochetaillée-sur-Saône-Paris-Rochetaillée-sur-Saône-Monte-Carlo-Rochetaillée-sur-Saône zurück. Start war am 22. Juli 1935 um 3 Uhr 30 morgens in Rochetaillée-sur-Saône und er kam gegen Mittag am Place de la Concorde in Paris an, wo sich das Büro des Automobile Club de France befand. Nach einer Stunde Pause kehrte er nach Hause zurück, wo er um 21 Uhr abends ankam, duschte, in seinem Restaurant ein Abendessen einnahm und sich schlafen legte. Am nächsten Tag startete er erneut um 3 Uhr 30 in der Früh, diesmal über Valence, Avignon und Aix-en-Provence nach Monte-Carlo. Nach einem Foto vor dem Sporting Club fuhr er wieder zurück, schlief zu Hause wieder einige Stunden und machte sich wieder auf den Weg nach Paris. Dieser Vorgang, einmal Paris, einmal Monte-Carlo, wiederholte sich, überwacht von acht Inspektoren die für Einhaltung der festgelegten Regeln und Geschwindigkeitsbegrenzungen verantwortlich waren, 363 Tage in Folge.
Zwei Mechaniker kümmerten sich jeweils in der Nacht um den Citroën Traction Avant, der, mit einigen Extras ausgestattet, 400.134 km ohne größere technische Probleme lief. Im Mai 1936 wurde der Vorderwagen bei einem Unfall mit einem Lastwagen erheblich beschädigt, konnte von den beiden Mechanikern nach wenigen Stunden aber wieder repariert werden. Zu Beginn machten sich viele über Lecot lustig und taten die Fahrt als Spinnerei, die nie zu einem Erfolg führen könne, ab. Mit den Monaten drehte sich die Stimmung und Lecot wurde zur fahrenden Legende, täglich bewundert von tausenden Franzosen, die an den Streckenteilen standen, um ihn vorbeifahren zu sehen. Erst 2003 wurde dieser Rekord gebrochen, als Philippe Couesnon in einem Peugeot 607 im selben Zeitraum 500.000 km auf französischen Autobahnen fuhr.
François Lecot war in seiner Karriere einmal beim 24-Stunden-Rennen von Le Mans am Start. 1925 fuhr er gemeinsam mit Eugène Renaud einen Diatto 35. Nach einem technischen Defekt konnte das Duo das Rennen nicht zu Ende fahren.

## Statistik

### Le-Mans-Ergebnisse
| Jahr | Team                                   | Fahrzeug       | Teamkollege   | Platzierung | Ausfallgrund |
| ---- | -------------------------------------- | -------------- | ------------- | ----------- | ------------ |
| 1925 | Societa Anonima Autocostruzioni Diatto | Diatto Tipo 35 | Eugène Renaud | Ausfall     | Defekt       |